# Aspalathus campestris
Aspalathus campestris är en ärtväxtart som beskrevs av Rolf Martin Theodor Dahlgren. Aspalathus campestris ingår i släktet Aspalathus och familjen ärtväxter. Inga underarter finns listade i Catalogue of Life.